# Лас Флорес (департамент Сальто)
Лас Флорес – населений пункт у муніципалітеті Колонія Лавалеха у департаменті Сальто, Уругвай.

## Географія
Поселення розташоване на півночі  департаменту Сальто, на південь від річки Арапей Чіко.

## Історія
Поселення засноване українцями-мігрантами з Волині.

## Населення
За даними перепису населення 2011 року, у місті проживало 124 жителі.